# Tallero al leone
Il tallero al leone  (nederlandese Leeuwendaalder, tedesco Löwentaler) è una moneta d'argento in uso dal XVI al XVIII secolo. È stata battuta la prima volta nel 1575 a Dordrecht nella provincia nederlandese dell'Olanda, e in seguito in tutte le provincie, che facevano parte dell'Unione di Utrecht.
Al dritto è rappresentato un cavaliere con le armi della Provincia dove è stata coniata la monete e al rovescio un leone (da cui il nome). Con un titolo di 750 ‰ pesa 27,68 g. Il valore nominale fu fissato a 32 Stuiver (1 3/5 Gulden), anche se il valore effettivo era solo di 29 Stuiver. I 3 Stuiver mancanti dovevano essere usati per finanziare la rivolta dei Paesi Bassi.
La moneta si diffuse, grazie ai commerci dei Paesi Bassi nel Levante, nel Medio oriente dove venne chiamata Abu Kelb (padre del cane), ma anche nell'Europa orientale, dove nel XVII secolo i mercanti di Danzica, furono spinti a usare il tallero del leone al posto di monete migliori come il tallero o il ducato. Nel periodo del Kipper- und Wipperzeit ci furono delle imitazioni di questa moneta sia in Italia che in Germania, non raramente con un ridotto contenuto d'argento.
In Italia fu imitato da varie zecche, tra cui Sabbioneta, Maccagno, Bozzolo, Loano, Correggio e Frinco.
Il suo basso contenuto d'argento, con una crescente circolazione di moneta falsa, ha portato alla sostituzione del tallero del leone con la piastra e tallero di Maria Teresa.